# Donzac (Gironda)
Donzac è un comune francese di 141 abitanti situato nel dipartimento della Gironda nella regione della Nuova Aquitania.

## Società

### Evoluzione demografica
Abitanti censiti